# Leaving on a Jet Plane
"Leaving on a Jet Plane" är en sång skriven av John Denver 1966, och gjord känd av Peter, Paul and Mary.  Ursprungstiteln var "Oh Babe I Hate To Go", men John Denvers dåvarande producent Milt Okun, övertalade honom att ändra titeln. Sången spelades ursprungligen in av Chad Mitchell Trio 1967, och senare samma år av Spanky and Our Gang. Peter, Paul and Marys version  kom först 1967 på albumet  Album 1700; men blev ingen hitlåt förrän de släppte den på singel 1969. Den blev en av deras största hitlåtar, och enda etta på Billboard Hot 100 i USA, och 1960-talets näst sista singel att toppa listan. Låten tillbringade också tre veckor högst upp på toppen av easy listening chart.  Låten sjöngs också av besättningen på rymdfärjan i filmen "Armageddon".

## Coverversionser
John Denvers version av låten låg 1969 på Rhymes & Reasons, hans debutalbum. Fler andra artister har tolkat låten, bland dem:
- Countrygruppen The Kendalls spelade in låten, och deras version hamnade bland de 50 främsta countrysinglarna i USA 1970.
- När brittiska gruppen New Order 1989 släppt singeln "Run 2" 1989 menade John Denver, att det i låten fans gitarrspel baserat på hans "Leaving on a Jet Plane". Vid förlikning utanför domstolarna såg till att låten i denna form aldrig mer skulle släppas.[2]
- Alternativa rockbandet Eve 6 tolkade låten på albumet Horrorscope.  Låten var bonusspår på albumet.
- En cover av Chantal Kreviazuk användes 1998 i filmen Armageddon och blev en internationell hitlåt. I filmen sjunger A. J. Frost delar av sången till Grace då astronauterna ger sig av mot rymdfärjorna.
- Reggaebandet Slightly Stoopid tolkade 2003 låten på albumet Everything You Need.
- Fiktiva coverbandet Jeffster! tolkade låten under säsong 3 av TV-serien Chuck season 3 episode "Chuck Versus the Honeymooners".
- I TV-serien Glees pilotavsnitt, tolkades låten av Will Schuester, spanskläraren spelad av Matthew Morrison.
- Punkrocksgruppen och coverbandet Me First and the Gimme Gimmes tolkade låten på sitt första album Have a Ball.

### Fotnoter
1. ↑  Whitburn, Joel (2002). Top Adult Contemporary: 1961-2001. Record Research. sid. 192
2. ↑  ”New Order:Singles:Run 2”. Arkiverad från originalet den 13 september 2019. https://web.archive.org/web/20190913033417/http://www.niagara.edu/neworder/singles/run2.html. Läst 13 maj 2011.